# Battistero di San Giovanni ad Fontes
Il battistero di San Giovanni ad Fontes a Lomello è un monumento sacro di origine longobarda posto a fianco alla basilica di Santa Maria Maggiore, altro importante luogo del comune storico della Lomellina.

## Il battistero

### L'interno

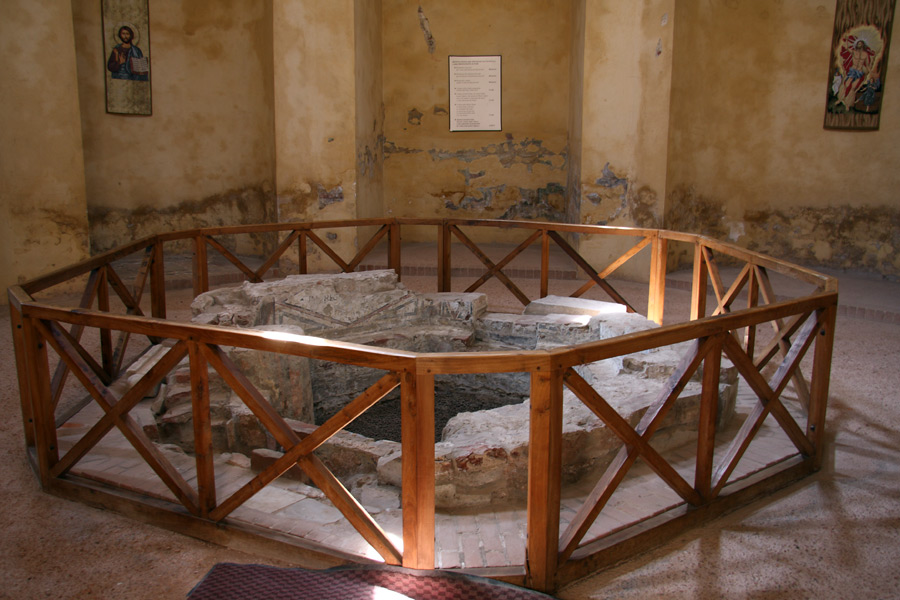
I resti della fonte battesimale

Il complesso presenta nel suo insieme la forma di una semplice croce tipica, delle tendenze religiose dei primi secoli d.C., al suo interno però la parte centrale è costituita da un ottagono - sopra il quale si staglia la cupola, anch'essa di forma ottagonale - il quale, assieme alle absidi e alle cappelle interne del battistero, assume la caratteristica forma crociata che ben si nota all'esterno. L'edificio è oggi completamente intonacato; si può accedere al suo interno tramite due porte, con il portone principale ubicato a ovest.
Elemento di grande importanza è il fonte battesimale (battesimo ad immersione), databile tra i secoli VII e VIII. L'insolita forma esagonale del fonte potrebbe essere ispirata a schemi orientali giunti in Lombardia tramite il patriarcato di Aquileia. Alla vasca ad immersione fu successivamente aggiunto un pozzetto internamente dipinto, atto al rito per aspersione.

### L'esterno
Il battistero è un edificio alto 13 metri ed è costruito interamente con mattoni; la cupola, è una costruzione più tarda del resto dell'edificio, voltata attorno al X secolo con materiali meno pregiati. 
La cupola è sormontata da un piccolo tiburio a più piani, che costituisce la parte finale dell'intera costruzione. Sagomato come un piccolo campanile, risale all'epoca di costruzione dell'attigua chiesa.
Tratto caratteristico dell'architettura longobarda di quel periodo è l'eccentuato verticalismo dell'ottagono centrale, che si distacca così dalle omologhe costruzioni paleocristiane, più compatte. Sull'ottagono sono innestate una prima nicchia, di forma sostanzialmente semicilindrica, e una seconda nicchia, di forma quadrangolare leggermente allungata.